# ناصر أبو حميد
ناصر أبو حميد (5 أكتوبر 1972 - 20 ديسمبر 2022) هو أحد الأسرى الفلسطينيين في سجون الاحتلال، ولد في مخيم النصيرات في غزة، لأسرة لاجئة من قرية السافرية قضاء مدينة يافا. ثم انتقلت عائلته إلى الضفة الغربية واستقرت مخيم الأمعري قضاء رام الله مع شقيقه عبد المنعم.

## اعتقاله
تعرض للاعتقال الأول وذلك قبل انتفاضة عام 1987 وأمضى أربعة شهور، وأُعيد اعتقاله مجددًا وحكم عليه الاحتلال بالسّجن عامين ونصف، وأفرج عنه ليُعاد اعتقاله للمرة الثالثة عام 1990، وحكم عليه الاحتلال بالسّجن المؤبد، أمضى من حكمه أربع سنوات حيث تم الإفراج عنه مع الإفراجات التي تمت في إطار المفاوضات، وأُعيد اعتقاله عام 1996 وأمضى ثلاث سنوات.
وإبان انتفاضة الأقصى انخرط أبو حميد في مقاومة الاحتلال مجددًا، واُعتقل عام 2002، وحكم عليه الاحتلال بالسّجن المؤبد سبع مرات و(50) عامًا حتى أعلن عن وفاته داخل السجون الإسرائيلية بسبب مرض السرطان بتاريخ 20 ديسمبر من عام 2022.

## وفاته
في شهر يوليو من عام 2021 تبين إصابة أبو حميد بمرض سرطان الرئة بعد إجراء فحوصات له، حيث أجري له عمليه جراحية لاحقاً لاستئصال المرض، وأقدمت مصلحة السجون على إعادته للسجن قبل تماثله للشفاء. حيثُ عانى أبو حميد من التهابات حادة في رئتيه وخضع للتنفس الاصطناعي ودخل في غيبوبه، وذلك نظراً لتلوث جرثومي أدى لانهيار عمل الرئتين وجهاز مناعته.
وبتاريخ 20 ديسمبر لعام 2022 أعلن نادي الأسير الفلسطينيّ، عن استشهاده في مستشفى "أساف هروفيه" الإسرائيليّ.